# Los Álamos
Pour les articles homonymes, voir Los Alamos.
Los Álamos est une ville et une commune du Chili faisant partie de la province d'Arauco, elle-même rattachée à la région du Biobío. Elle s'étend sur 599 km2.

## Démographie
La population était de 19 494 habitants lors du recensement de 2012. On comptait 9 456 hommes pour 9 176 femmes.
12 % de la population de la commune habite dans la zone rurale pour 88 % (16 394 habitants) dans l'agglomération urbaine.

## Personnalités liées

Position de Los Álamos (en rouge) au sein de la Région du Biobío.